# Barry (película de 2016)
Barry es una película dramática estadounidense de 2016 dirigida por Vikram Gandhi sobre la vida de Barack Obama en la Universidad de Columbia en 1981. Está protagonizada por Devon Terrell, Anya Taylor-Joy, Jason Mitchell, Ashley Judd, Jenna Elfman, Ellar Coltrane, Avi Nash y Linus Roache. La película fue proyectada en la sección de Presentaciones especiales en el Festival Internacional de Cine de Toronto de 2016 . La película fue lanzada en Netflix el 16 de diciembre de 2016.

## Argumento
En 1981, Barack Obama, de 20 años, conocido comúnmente como "Barry", llega a la ciudad de Nueva York para asistir a la Universidad de Columbia como estudiante transferido de Occidental College. Incapaz de contactar a su esperado compañero de cuarto, Will, Barry pasa la noche en las calles. Al día siguiente, Barry logra contactar a Saleem, un hombre que conoció en una fiesta unos meses atrás, quien lo recibe en su departamento. Más tarde, Barry conoce a su compañero de cuarto Will y ambos comienzan a vivir en su apartamento fuera de las instalaciones, en la calle 109. Mientras caminan hacia la clase, Barry se encuentra con sus vecinos cuando uno de ellos le pide un cigarro. En la clase, Barry participa como estudiante y participa en debates en el salón sobre filosofía y sociedad estadounidense. Mientras está en Nueva York, se comporta como un hombre aparte de todos, sin estar seguro de lo que tiene que hacer para sentirse aceptado. Durante la clase de Ciencias políticas, Barry conoce a Charlotte, una  chica que parece estar interesada en debates. Cuando no está en clase, Barry está jugando baloncesto.     
Mientras jugaba baloncesto, PJ pronto apoda "El hombre invisible" de PJ, un estudiante graduado en Columbia que creció en Grants Houses en Harlem. Más tarde esa noche, Will y Barry asisten a una fiesta de fraternidad en Columbia donde ven a Charlotte nuevamente. En un intento de abandonar la fiesta, Charlotte y Barry van a un club en el centro de la ciudad donde forman una conexión más cercana y comienzan a salir.     
Al día siguiente, Charlotte y Barry miran un debate político en la televisión. Mientras Barry no presta atención a la política y declara que su amor realmente reside en el arte, Charlotte le dice que es su "deber cívico" preocuparse por la política y su nación. A medida que crece su interés amoroso, Barry continúa preguntándose sobre su lugar en la sociedad, Nueva York, y la condición de otras personas negras en la ciudad. Al día siguiente, Charlotte y Barry tienen una cita en Central Park, y más tarde ese día, Barry almuerza con PJ, quien le dice que se está especializando en finanzas y espera trabajar en la Bolsa de Nueva York en Wall Street . Alrededor de Acción de Gracias, en un bar con Barry y Saleem, Charlotte le pide a Barry que conozca a sus padres. Barry se niega y Charlotte luego le pide que los vea más tarde en la boda de su hermana. Finalmente, Barry acepta. En Harlem, experimenta el contraste de la vida negra en la ciudad de Nueva York, desde hablar con amigos y comprar el libro The Souls of Black Folk de W. E. B. Du Bois hasta presenciar una confrontación vulgar entre una mujer blanca y un grupo de israelitas negros. Más tarde, en el parque, intenta escribir una carta larga y atrasada a su padre en Kenia, pero le cuesta encontrar las palabras. Después de regresar al departamento de Saleem, Charlotte y Barry se sorprenden al encontrar a la madre de Barry, Ann Dunham. Allí. Charlotte le hace muchas preguntas a Ann sobre el padre y la infancia de Barry, ya que está frustrada porque Barry se guardó gran parte de su vida privada para sí mismo. Esa noche, Barry y su madre ven una película y caminan por Central Park, donde él le revela que no está seguro sobre su lugar en Nueva York y donde siente que debería pertenecer. Ann hace todo lo posible para tranquilizarlo, pero las respuestas lo dejan insatisfecho. Al día siguiente, Barry es invitado a un club privado y son recibidos por los padres de Charlotte, Kathy y Bill, y disfrutan de una agradable cena con ellos. Barry explica sus primeros años a los padres de Charlotte: sus padres de raza mixta, sus antecedentes y su situación de vida en Hawái, Indonesia y California, pero Charlotte se siente cerrada ya que Barry rara vez le revela algo personal. Mientras caminan a casa, Barry y Charlotte tienen una confrontación agresiva y potencialmente violenta con un amigo de su vecino, quien se resiente de su presencia en el vecindario y ve a Barry como un elitista. A la mañana siguiente, Barry y Charlotte están caminando en Harlem cuando Barry comienza a sentirse incómodo, ya que la gente se sorprende al verlo con una mujer blanca.     
En el almuerzo, este sentimiento de ansiedad continúa mientras Barry le explica a Charlotte que todos lo están mirando. Tienen una discusión que termina con Charlotte diciéndole a Barry que ella lo ama. Barry, sorprendido, solo responde "gracias", y luego se va a jugar baloncesto. 
Al día siguiente, PJ junto con su grupo de baloncesto invitan a Barry a asistir a una fiesta en Harlem. En la fiesta, Barry se entera de los proyectos de vivienda de Nueva York y del tratamiento reservado a las clases bajas. Barry también conoce a una atractiva mujer llamada Denise y luego es golpeado en la cara por el novio de Denise, quien pensó que Barry estaba intentando seducirla. Barry abandona la fiesta borracho, regresando al campus solo para que el guardia de seguridad Eddie lo describa racialmente y le pide que muestre su identificación para confirmar que es un estudiante. Barry comienza a tener una discusión con Eddie, pero Thad, un compañero de clase blanco de su clase de ciencias políticas que abiertamente sostiene una lata de cerveza, interviene. Frustrado por la personalidad de Thad y su falta de reconocimiento del doble rasero a su alrededor, Barry llama a Thad un imbécil y luego se va al apartamento de Charlotte donde intenta engancharse con ella. Charlotte se niega cuando ve la herida en su rostro e intenta consolarlo. Mientras está sentada en su cama mirando las fotos que le tomó, Barry se pelea con Charlotte y cuestiona su relación, hasta que Charlotte se duerme y lo deja solo.     
El día de la boda de la hermana de Charlotte, Barry recibe una llamada telefónica. Se entera de que su padre murió en un accidente automovilístico (1982). Sorprendido, Barry no habla con Charlotte al respecto mientras se dirigen a la boda de su hermana y se queda muy cerrado cuando Charlotte intenta comprender lo que Barry se está guardando para sí mismo. En la boda, la madre de Charlotte presenta a Barry a Grace Lee Boggs y James Boggs, una pareja de raza mixta de unos 50 años que participaron como activistas de derechos civiles en los años 60. Barry les confía sobre su confusión interna y la confusión que tiene sobre su identidad. La pareja le asegura que, por encima de todo, es estadounidense y no está obligado a elegir una posición social. Le dicen que debe inspirarse en los que vinieron antes que él y llevar el bastón de la esperanza lo más lejos que pueda. Finalmente, Barry recibe consejos que comienzan a consolarlo y comienza a encontrar la paz dentro de sí mismo.     
Más tarde en la boda, mientras bailan, se supone que Barry rompe con Charlotte, ya que simplemente la deja en la pista de baile; luego disfruta de un cigarrillo afuera y lee la carta que le iba a enviar a su padre cuando finalmente estaba tratando de contactarlo. Pocos días después, Barry está jugando baloncesto donde conoce a un niño que se parece a él, y juntos juegan CABALLO. El niño le pregunta de dónde es, una pregunta que Barry siempre ha tenido problemas para responder. Mucho más tranquilo consigo mismo, Barry responde la pregunta diciendo: "Estoy aquí ahora".

## Elenco
- Devon Terrell como Barack "Barry" Obama
- Anya Taylor-Joy como Charlotte Baughman
- Jason Mitchell como PJ
- Ellar Coltrane como Will
- Ashley Judd como Ann Dunham
- Jenna Elfman como Kathy Baughman
- Avi Nash como Saleem
- John Benjamin Hickey como Profesor Gray
- Tommy Nelson como Buzz
- Linus Roache como Bill Baughman
- Danny Hoch como Eddie
- Sawyer Pierce como Thad
- Robert G. McKay como James Boggs
- Marion Kodama Yue como Grace Lee Boggs

## Producción
En marzo de 2016, se anunció que Devon Terrell y Anya Taylor-Joy habían sido elegidos en la película, con Vikram Gandhi dirigiendo y produciendo la película a partir de un guion de Adam Mansbach, con Teddy Schwarzman y Ben Stillman produciendo bajo su estandarte Black Bear Pictures, mientras que Dana O'Keefe también servirá como productora a través de su cartel de Cinetic Media . Ese mismo mes, Jason Mitchell y Ellar Coltrane se unieron al elenco de la película. En mayo de 2016, se anunció que Famke Janssen se había unido al elenco.

## Lanzamiento
La película tuvo su estreno mundial en el Festival Internacional de Cine de Toronto 2016 el 10 de septiembre de 2016. Poco después, Netflix adquirió los derechos de distribución global de la película. La película fue lanzada el 16 de diciembre de 2016 en la misma plataforma.

## Recepción crítica
Barry recibió críticas positivas de críticos de cine y tiene una calificación de aprobación del 80% en el sitio web de agregadores de reseñas Rotten Tomatoes, basado en 46 reseñas, con una calificación promedio de 6.91 / 10. El consenso de los críticos dice: " Barry abre una ventana especulativa hacia los años universitarios formativos de un futuro presidente, ofreciendo una visión imperfecta pero convincente de la historia estadounidense en ciernes". En Metacritic, la película tiene una calificación de 72 de 100, basada en 17 críticos, lo que indica "críticas generalmente favorables".